# Ni Una Sola Palabra
„Ni Una Sola Palabra” (în limba română: „Niciun cuvânt”) este un cântec al interpretei mexicane Paulina Rubio. Acesta fost compus de Cachorro López pentru cel de-al optulea material discografic de studio al artistei, Ananda. „Ni Una Sola Palabra” a fost lansat ca primul extras pe single al albumului în luna iulie a anului 2006.
Piesa a devenit un hit în majoritatea țărilor vorbitoare de limbă spaniolă precum Argentina, Bolivia, Columbia, Mexic, Paraguay, Peru, Spania sau Uruguay. Înregistrarea s-a bucurat de succes și în Statele Unite ale Americii, ocupând locul 1 în clasamentul Billboard Hot Latin Songs. De asemenea, „Ni Una Sola Palabra” a devenit cea de-a treia intrare în Billboard Hot 100 pentru Rubio, după „Don't Say Goodbye” și „The One You Love”.

## Prezența în clasamente
Primul disc single al materialului Ananda a ocupat locul 1 în Billboard Hot Latin Songs, devenind cel de-al treilea cântec al artistei ce obține această clasare, după Te Quise Tanto și Dame Otro Tequilla. De asemenea, „Ni Una Sola Palabra” debutat pe locul 98 în Billboard Hot 100, devenind cel de-al treilea hit de top 100 al interpretei în această listă după discurile single lansate spre a promova albumul Border Girl, „Don't Say Goodbye” și „The One You Love”. Piesa a înregistrat succes și în țara natală a interpretei, unde s-a poziționat în fruntea topului național.
La nivelul Americii de Sud „Ni Una Sola Palabra” a câștigat locul 1 în Bolivia, Columbia, Puerto Rico și Venezuela și s-a poziționat în top 10 în Argentina, Chile, Paraguay, Peru sau Uruguay. În Argentina cântecul a obținut locul 36 în clasamentul anului 2006.
În Europa, cântecul a înregistrat un succes similar în țări precum Croația sau Spania, în cea din urmă regiune ocupând primul loc. „Ni Una Sola Palabra” a activat și în clasamentele din Rusia, câștigând treapta cu numărul 234 în lista celor mai difuzate înregistrări. Această poziționare consituie prima intrare în top de la „Baila Casanova” și „I'll Be Right Here (Sexual Lover)”, ce au ocupat locul 1 în această țară.

## Lista cântecelor
Descărcare digitală
1. „Ni Una Sola Palabra” — 3:52

## Versiuni oficiale
| 1. „Ni Una Sola Palabra” (versiunea de pe album) 2. „Ni Una Sola Palabra” (remix de Pasito Duranguense) 3. „Ni Una Sola Palabra” (remix de Nortena) 4. „Ni Una Sola Palabra” (remix de Nico Prosen) | 1. „Ni Una Sola Palabra” (remix de Dj Hessler) 2. „Ni Una Sola Palabra” (editare radio de Dj Hessler) 3. „Ni Una Sola Palabra” (versiune reggaeton) în colaborare cu Trebol Clan 4. „Ni Una Sola Palabra” (remix de Belanova) |

## Clasamente
| Clasament (2006)          | Poziția maximă | Referință    |
| ------------------------- | -------------- | ------------ |
| Argentina Singles Chart   | 2              | [ 8 ]        |
| Bolivia Singles Chart     | 1              | [ 12 ]       |
| Chile Singles Chart       | 6              | [ 4 ] [ 12 ] |
| Columbia Singles Chart    | 1              | [ 12 ]       |
| Croația Singles Chart     | 8              | [ 9 ]        |
| Mexic Singles Chart       | 1              | [ 7 ] [ 12 ] |
| Paraguay Singles Chart    | 3              | [ 13 ]       |
| Peru Singles Chart        | 2              | [ 4 ] [ 12 ] |
| Puerto Rico Singles Chart | 1              | [ 4 ]        |

| Clasament (2006)                         | Poziția maximă | Referință     |
| ---------------------------------------- | -------------- | ------------- |
| Russia Airplay                           | 234            | [ 10 ]        |
| Spain Singles Chart                      | 1              | [ 5 ]         |
| Billboard Hot 100                        | 98             | [ 6 ]         |
| Billboard Hot Latin Songs                | 1              | [ 6 ]         |
| Billboard Hot Latin Songs                | 1              | [ 6 ]         |
| Billboard Latin Tropical Airplay         | 2              | [ 6 ]         |
| Billboard Latin Regional Mexican Airplay | 4              | [ 6 ]         |
| Uruguay Singles Chart                    | 8              | [ 12 ] [ 13 ] |
| Venezuela Singles Chart                  | 1              | [ 4 ]         |